# Тетрапалладийтригадолиний
Тетрапалла̀дийтригадоли́ний — бинарное неорганическое соединение, интерметаллид
палладия и гадолиния
с формулой Gd3Pd4,
кристаллы.

## Получение
- Сплавление стехиометрических количеств чистых веществ:

{\displaystyle {\mathsf {4Pd+3Gd\ {\xrightarrow {1355^{o}C}}\ Gd_{3}Pd_{4}}}}

## Физические свойства
Тетрапалладийтригадолиний образует кристаллы тригональной сингонии, пространственная группа R 3, параметры ячейки a = 1,3265 нм, b = 0,5738 нм, Z = 6,
структура типа тетрапалладийтриплутония Pu3Pd4
.
Соединение конгруэнтно плавится при температуре 1355 °C,
при температуре 1305 °C происходит фазовый переход.